# Пудожский район
Пу́дожский райо́н (карел. Puudožin piiri) — административно-территориальная единица (район) и муниципальное образование (муниципальный район) в составе Республики Карелия Российской Федерации.
Административный центр — город Пудож.
Пудожский район приравнен к районам Крайнего Севера.

## География
Общая площадь района — 12 745 км². Располагается в юго-восточной части Республики Карелия. Район граничит на западе с Прионежским районом Республики Карелия и омывается Онежским озером, на северо-западе с Медвежьегорским районом Республики Карелия, на севере, востоке и юго-востоке с Архангельской областью, на юге с Вологодской областью.
В центральной части района невысокие холмы образуют Беломорско-Онежский водораздел.
На территории Пудожского района и соседнего Онежского района Архангельской области находится крупнейший в Европе заповедник — Водлозерский национальный парк.

### Климат
Климат мягкий, умеренно континентальный. Средняя температура января −12.1 °C, июля +16.5 °C.
Флора и фауна
Озеро Варгачное-Корбозерское и его окрестности с 2016 года имеют статус ландшафтного памятника природы регионального значения. Научное обоснование создания ООПТ подготовлено сотрудниками Института леса КарНЦ РАН, ПетрГУ и Общественной организации «СПОК». Памятник образован в целях сохранения природного комплекса, представляющего научную, экологическую и рекреационную ценность.

## История
Ранее — Пудожский уезд. Занимал северо-восточную часть Олонецкой губернии.
Пудожский район образован 23 сентября 1927 года в составе Автономной Карельской ССР. В современном состоянии с 2 июня 1994 года.

## Символика
Район имеет собственный герб и флаг, утверждённые решением 4 заседания 4 созыва Совета Пудожского муниципального района 21 декабря 2018 года.

## Население
| \| 1939[5] \| 1959[6] \| 1970[7] \| 1979[8] \| 1989[9] \| 2002[10] \| 2009[11] \| 2010[12] \| 2011[13] \| \| -------- \| -------- \| -------- \| -------- \| -------- \| -------- \| -------- \| -------- \| -------- \| \| 29 693 \| ↗36 707 \| ↗37 130 \| ↘31 738 \| ↘31 723 \| ↘27 538 \| ↘24 780 \| ↘21 659 \| ↘21 577 \| \| 2012[14] \| 2013[15] \| 2014[16] \| 2015[17] \| 2016[18] \| 2017[19] \| 2018[20] \| 2019[21] \| 2020[22] \| \| ↘20 919 \| ↘20 360 \| ↘19 812 \| ↘19 275 \| ↘18 908 \| ↘18 528 \| ↘18 038 \| ↘17 512 \| ↘17 052 \| \| 2021[23] \| 2023[3] \| \| \| \| \| \| \| \| \| ↘14 964 \| ↘14 351 \| \| \| \| \| \| \| \| 10 000 20 000 30 000 40 000 1989 2012 2017 2023 |         |         |         |         |         |         |         |         |
| 1939 | 1959    | 1970    | 1979    | 1989    | 2002    | 2009    | 2010    | 2011    |
| 29 693 | ↗36 707 | ↗37 130 | ↘31 738 | ↘31 723 | ↘27 538 | ↘24 780 | ↘21 659 | ↘21 577 |
| 2012 | 2013    | 2014    | 2015    | 2016    | 2017    | 2018    | 2019    | 2020    |
| ↘20 919 | ↘20 360 | ↘19 812 | ↘19 275 | ↘18 908 | ↘18 528 | ↘18 038 | ↘17 512 | ↘17 052 |
| 2021 | 2023    |         |         |         |         |         |         |         |
| ↘14 964 | ↘14 351 |         |         |         |         |         |         |         |

Согласно прогнозу Минэкономразвития России, численность населения будет составлять:
- 2024 — 16,27 тыс. чел.
- 2035 — 12,59 тыс. чел.

### Урбанизация
В городских условиях (город Пудож) проживают 50,22 % населения района.

### Национальный состав
По итогам переписи населения 2020 года проживали следующие национальности (национальности менее 0,1 % и другое, см. в сноске к строке «Другие»):
| Национальность | Численность, чел. | Доля     |
| -------------- | ----------------- | -------- |
| Русские        | 12 950            | 86,54 %  |
| Белорусы       | 461               | 3,08 %   |
| Украинцы       | 152               | 1,02 %   |
| Карелы         | 92                | 0,61 %   |
| Поляки         | 47                | 0,31 %   |
| Армяне         | 30                | 0,20 %   |
| Литовцы        | 20                | 0,13 %   |
| Цыгане         | 17                | 0,11 %   |
| Мордва         | 17                | 0,11 %   |
| Другие         | 1178              | 7,89 %   |
| Итого          | 14 964            | 100,00 % |

## Муниципально-территориальное устройство
В Пудожский муниципальный район входят 8 муниципальных образований, в том числе 1 городское поселение и 7 сельских поселения:
| № | Муниципальное образование          | Административный центр | Количество населённых пунктов | Население (чел.) | Площадь (км²) |
| - | ---------------------------------- | ---------------------- | ----------------------------- | ---------------- | ------------- |
| 1 | Пудожское городское поселение      | город Пудож            | 12                            | ↘8068            | 410,47        |
| 2 | Авдеевское сельское поселение      | деревня Авдеево        | 7                             | ↘589             | 485,14        |
| 3 | Красноборское сельское поселение   | посёлок Красноборский  | 5                             | ↘749             | 2902,95       |
| 4 | Кривецкое сельское поселение       | посёлок Кривцы         | 15                            | ↘695             | 1802,44       |
| 5 | Кубовское сельское поселение       | посёлок Кубово         | 6                             | ↘859             | 1648,01       |
| 6 | Куганаволокское сельское поселение | деревня Куганаволок    | 9                             | ↘278             | 2381,20       |
| 7 | Пяльмское сельское поселение       | посёлок Пяльма         | 8                             | ↘1733            | 3016,14       |
| 8 | Шальское сельское поселение        | посёлок Шальский       | 11                            | ↘1380            | 1006,52       |

## Населённые пункты
В Пудожском районе 73 населённых пункта (в том числе 6 населённых пунктов в составе города или посёлков).
| №  | Населённый пункт       | Тип     | Население | Муниципальное образование          |
| -- | ---------------------- | ------- | --------- | ---------------------------------- |
| 1  | Авдеево                | деревня | ↘351      | Авдеевское сельское поселение      |
| 2  | Алексеево              | деревня | →7        | Авдеевское сельское поселение      |
| 3  | Афанасьевская          | деревня | ↘16       | Пудожское городское поселение      |
| 4  | Аэропорт               | посёлок |           | Пудожское городское поселение      |
| 5  | Бостилово              | деревня | ↘10       | Куганаволокское сельское поселение |
| 6  | Бочилово               | деревня | ↘10       | Шальское сельское поселение        |
| 7  | Бочилово               | посёлок | ↗469      | Шальское сельское поселение        |
| 8  | Бураково               | деревня | →0        | Авдеевское сельское поселение      |
| 9  | Вамская Плотина        | деревня | →2        | Куганаволокское сельское поселение |
| 10 | Водла                  | деревня | ↘5        | Кубовское сельское поселение       |
| 11 | Водла                  | посёлок | ↘577      | Кубовское сельское поселение       |
| 12 | Гакугса                | деревня | ↘107      | Красноборское сельское поселение   |
| 13 | Гладкина               | деревня | ↘2        | Пудожское городское поселение      |
| 14 | Дубовская              | деревня | ↘1        | Кривецкое сельское поселение       |
| 15 | Ершова                 | деревня | →0        | Кривецкое сельское поселение       |
| 16 | Заозерье               | деревня | ↘27       | Кривецкое сельское поселение       |
| 17 | Канзанаволок           | деревня | ↗1        | Куганаволокское сельское поселение |
| 18 | Каршево                | деревня | ↘314      | Красноборское сельское поселение   |
| 19 | Кашино                 | посёлок | ↘84       | Шальское сельское поселение        |
| 20 | Кевасалма              | деревня | →8        | Куганаволокское сельское поселение |
| 21 | Кодачгуба              | деревня |           | Пяльмское сельское поселение       |
| 22 | Колгостров             | деревня | →0        | Куганаволокское сельское поселение |
| 23 | Колово                 | деревня | ↘70       | Пудожское городское поселение      |
| 24 | Колово                 | посёлок | ↘461      | Пудожское городское поселение      |
| 25 | Коскосалма             | деревня | →0        | Куганаволокское сельское поселение |
| 26 | Кошуково               | деревня | ↘7        | Пудожское городское поселение      |
| 27 | Красноборский          | посёлок | ↘410      | Красноборское сельское поселение   |
| 28 | Кривцы                 | деревня | ↘27       | Кривецкое сельское поселение       |
| 29 | Кривцы                 | посёлок | ↘798      | Кривецкое сельское поселение       |
| 30 | Кубово                 | посёлок | ↘814      | Кубовское сельское поселение       |
| 31 | Кубовская              | деревня | ↘40       | Кубовское сельское поселение       |
| 32 | Кубовский сплавучасток | посёлок | ↘67       | Кубовское сельское поселение       |
| 33 | Куганаволок            | деревня | ↘337      | Куганаволокское сельское поселение |
| 34 | Мячева                 | деревня |           | Пудожское городское поселение      |
| 35 | Нефтебаза              | посёлок | ↘9        | Шальское сельское поселение        |
| 36 | Нигижма                | деревня | ↘75       | Красноборское сельское поселение   |
| 37 | Ново-Стеклянное        | посёлок | 731       | Шальское сельское поселение        |
| 38 | Ножево                 | деревня | ↘13       | Пудожское городское поселение      |
| 39 | Октябрьская            | деревня | ↘20       | Авдеевское сельское поселение      |
| 40 | Онежский               | посёлок | ↘360      | Авдеевское сельское поселение      |
| 41 | Остричи                | деревня |           | Пяльмское сельское поселение       |
| 42 | Остров                 | деревня | →3        | Кривецкое сельское поселение       |
| 43 | Пелгостров             | деревня | →0        | Куганаволокское сельское поселение |
| 44 | Пелусозеро             | деревня | →0        | Кривецкое сельское поселение       |
| 45 | Песчаное               | деревня | ↘64       | Авдеевское сельское поселение      |
| 46 | Пирзаково              | деревня | ↘5        | Кривецкое сельское поселение       |
| 47 | Погост                 | деревня | ↘66       | Кривецкое сельское поселение       |
| 48 | Подпорожье             | посёлок | ↘615      | Пудожское городское поселение      |
| 49 | Поршта                 | посёлок | ↘0        | Кубовское сельское поселение       |
| 50 | Приречный              | посёлок | ↘143      | Кривецкое сельское поселение       |
| 51 | Пудож                  | город   | ↘7207     | Пудожское городское поселение      |
| 52 | Пудожгорский           | посёлок | ↘602      | Пяльмское сельское поселение       |
| 53 | Пялозеро               | деревня | →0        | Кривецкое сельское поселение       |
| 54 | Пяльма                 | деревня | ↘1        | Пяльмское сельское поселение       |
| 55 | Пяльма                 | посёлок | ↘1371     | Пяльмское сельское поселение       |
| 56 | Рагнукса               | посёлок | ↗225      | Авдеевское сельское поселение      |
| 57 | Римское                | деревня | ↘21       | Пяльмское сельское поселение       |
| 58 | Рогозинская            | деревня | →2        | Шальское сельское поселение        |
| 59 | Семёново               | деревня | ↘148      | Шальское сельское поселение        |
| 60 | Стешевская             | деревня | ↘32       | Кривецкое сельское поселение       |
| 61 | Тамбицы                | посёлок | ↘163      | Пяльмское сельское поселение       |
| 62 | Тамбичозеро            | посёлок | ↘35       | Пяльмское сельское поселение       |
| 63 | Татарская Гора         | деревня | →0        | Кривецкое сельское поселение       |
| 64 | Теребовская            | деревня | ↘14       | Шальское сельское поселение        |
| 65 | Усть-Река              | деревня | ↘87       | Кривецкое сельское поселение       |
| 66 | Филимоновская          | деревня | ↘98       | Пудожское городское поселение      |
| 67 | Харловская             | деревня | ↘8        | Пудожское городское поселение      |
| 68 | Чернореченский         | посёлок | ↘142      | Красноборское сельское поселение   |
| 69 | Чуяла                  | деревня | →0        | Куганаволокское сельское поселение |
| 70 | Шала Пристань          | посёлок |           | Шальское сельское поселение        |
| 71 | Шалуха                 | посёлок | ↘1        | Шальское сельское поселение        |
| 72 | Шальский               | посёлок | ↘1605     | Шальское сельское поселение        |
| 73 | Щаниковская            | деревня | ↗2        | Кривецкое сельское поселение       |

Упразднённые населённые пункты:
- 2001 год — населенный пункт Василисин Остров, деревни Новинка и Сума, поселок Сухой Наволок[35].

## Экономика
Основу промышленности района составляют лесная и горнодобывающая промышленность, на долю лесного комплекса приходится более 90 % промышленного производства района. В районе производится 5 % щебня и около 30 % блочной продукции Республики Карелия.
Существует проект комплексного освоения трёх месторождений: Пудожгорского месторождения титаномагнетитовых руд, Аганозерского месторождения хромовых руд, Шалозерского месторождения металлических руд. Месторождения расположены на территории Пудожского района недалеко от границ с Вологодской и Архангельской областями.
Производится разработка крупного и доступного для транспортировки по водным путям Пудожгорского месторождения гранита (камни, плиты, щебень).

## Транспорт
Две автодороги связывают район с Вологодской и Архангельской областями. Район доступен по реке Водла для морских и речных судов водоизмещением до 5000 т.
- Голубая дорога

## Районная газета
Первая уездная газета «Звезда Пудожа» (редактор К. В. Хряпин) была учреждена 12 июня 1919 года. В 1930—1956 годах газета выходила под названием «Красный Пудож», в 1956—1991 годах под названием «Знамя труда». С 1991 года выходит под названием «Пудожский вестник».

## Достопримечательности
На территории района сохраняется более 340 памятников историко-культурного наследия. Среди них Ильинский Водлозерский погост является памятником архитектуры федерального значения, его ограда послужила образцом при возведении современной ограды Кижского погоста.
В 2021 году, располагающийся на территории района археологический памятник Онежские петроглифы наряду с петроглифами Белого моря был включён в список объектов Всемирного наследия ЮНЕСКО.

## Побратимские связи
- Коммуна Алаярви, Финляндия (заключён договор о развитии дружеских связей)[42].

## Известные уроженцы
- Фофанов, Алексей Иванович (1915—1986) — Герой Советского Союза, родился в деревне Климовская.
- Шельшаков, Фёдор Афанасьевич (1918—1981) — Герой Советского Союза, родился в деревне Сорочье Поле.